# Nacional G
Nacional G fue una marca de automóviles española que tuvo actividad en Zaragoza (España) entre 1939 y 1940, inmediatamente tras la guerra civil española. Tan sólo produjo dos automóviles y dos chasis.

## Historia
Martín Gómez, responsable de los talleres Chrysler en Zaragoza, y Natalio Horcajo, ingeniero destinado al parque automovilístico del Ejército, también en Zaragoza, trabaron amistad durante la Guerra Civil. Hacia 1938 decidieron crear un pequeño automóvil, que diseñaron completamente en su tiempo libre.
Al acabar la guerra, el diseño fue completado y presentado a los superiores militares de Horcajo, que apoyaron el proyecto. El apoyo militar abrió las puertas a un crédito del Banco de Zaragoza y de la Banca Zaragozana, que proveyeron el capital necesario para crear una sociedad cuyo presidente fue el general Moscardó. 
Un nuevo taller en el camino de Las Fuentes, nuevo personal y los talleres del Ejército permitieron que en el mismo año 1939 se presentasen tres modelos en el Gran Hotel de Zaragoza. Se presentó un modelo spyder de líneas audaces y un turismo, que se preveía que fuera de gran producción. El tercero no está claro que se quedara en el chasis o que se completara en forma de furgoneta. También se visitó a Franco con los coches y éste concedió una ayuda de 250.000 pesetas. Con el apoyo de Franco y Moscardó, se desmilitarizó la compañía y se nombró presidente de la nueva sociedad a Manuel Solano.
Antes de la Guerra Civil, Martín Gómez había estado en Alemania haciendo un cursillo en la Auto Union, fabricante de los automóviles DKW. Tras la desmilitarización de Nacional G, se presentaron inspectores del Ministerio de Industria porque se había acusado a la compañía de usar motores DKW disimulados. Era evidente que los motores no eran copiados, pero el viaje a Alemania hizo sospechar a los inspectores.
No está claro por qué, pero el ejército ordenó la paralización del proyecto y la destrucción de todo lo realizado. El general Moscardó, sorprendido, avanzó la idea de que hubieran sido los aliados alemanes que no querían ver grandes fábricas de automóviles en España. Gimeno Valledor, autor del libro El automóvil en España. Su historia y sus marcas, sospechó más bien del Ministerio de Industria que, en un régimen fascista, era muy intervencionista. El ministerio habría, bien basándose en una denuncia real, bien según una invención, maniobrado de esta forma para cerrar el proyecto y no oponerse directamente a Moscardó y a Franco.
Martín Gómez se quedó en Zaragoza y fundó una empresa de compresores. Horcajo volvió a Madrid para dedicarse a la investigación y la docencia. Más tarde intentó crear de nuevo la marca de automóviles IMFAP.

## El motor Martín Gómez-Horcajo
En 1941, cuando ya no quedaba nada del proyecto, se concedió la patente n.° 147.621 para el motor Martín Gómez-Horcajo. El motor, que solo llegó a funcionar brevemente antes de pararse por problemas de estanqueidad, era rotativo, similar al motor Wankel, pero más simple y de forma elíptica.

## Características técnicas
- Motor de 2 tiempos y dos cilindros de 900 cm³
- Rpm máximas 4600
- Consumo 7,5 l / 100 km (5% de aceite)
- Potencia 22 CV
- Refrigeración por agua y aire
- Tres marchas adelante y una marcha atrás
- Frenos de tambor a las cuatro ruedas
- Suspensión a las cuatro ruedas
- Distancia entre ejes 2,2 m
- Ancho de vía 1,2 m
- Peso 750 kg del modelo familiar de cuatro plazas y dos puertas.